# Пиер Дармон
Пиер Дармон (на френски: Pierre Darmon) е френски тенисист.

## Биография
Пиер Дармон е роден на 14 януари 1934  г. в Тунис, Тунис. Той се премества във Франция на 17-годишна възраст.

## Кариера
Пиер Дармон е най-високо класираният тенисист на Франция от 1957 до 1969 г., печели националната титла девет пъти през този период. Печели френското национално първенство на двойки през 1957 г. (с Пол Реми), 1958 г. (с Робърт Хайлет), 1961 г. (с Жерар Пиле) и 1966 г. (с Франсоа Жофре).
През 1963 г. Дармон достига финал на сингъл на Откритото първенство на Франция, побеждава Мануел Сантана в пет сета на полуфинала, но губи от Рой Емерсън на финала в четири сета. През 1963 г. той достига до финала на Уимбълдън на двойки, с партньор Жан Клод Баркли.
Пиер Дармон е член на отбора на Франция за Купа Дейвис от 1956 до 1967 г., като печели 44 от 68 мача, в които участва. Дармон държи рекорда на Франция за най-много победи и най-много победи на сингъл. Той играе в 34 мача за Купа Дейвис за Франция, отстъпва само на своя сънародник Франсоа Жофре, който играе един мач повече. Държи рекорда за най-много победи на сингъл от френски играч за Купа Дейвис, като има рекорд от 44 на 17 победи и загуби съответно.
Пиер Дармон е международен шампион на смесени двойки за ветерани със съпругата си Роузи Дармон през 1961 г., а през 1968 г. и 1975 г. с Гейл Шанфро.
През 1997 г. Пиер Дармон е въведен в Международната еврейска спортна зала на славата.
През 2019 г. Международната зала на славата на тениса и Международната федерация по тенис връчват на Дармон наградата „Златни постижения“.
През 2002 г. той получава наградата за отлични постижения на Купа Дейвис.

## Кариерна статистика

#### Финали на сингъл отГолям шлем(1)
| година | турнир      | съперник    | резултат                   |
| ------ | ----------- | ----------- | -------------------------- |
| 1963   | Ролан Гарос | Рой Емерсън | 6 – 3, 1 – 6, 4 – 6, 4 – 6 |

#### Финали на двойки в турнири от Големия шлем (1)
| година | турнир    | партньор        | съперник                      | резултат                   |
| ------ | --------- | --------------- | ----------------------------- | -------------------------- |
| 1963   | Уимбълдън | Жан-Клод Баркли | Антонио Палафокс Рафаел Осуна | 6 – 4, 2 – 6, 2 – 6, 2 – 6 |